# Sicya agyllaria
Sicya agyllaria là một loài bướm đêm trong họ Geometridae.